# 沙湾路
沙湾路是中国广东省深圳市的一条南北向主干道路，起于龙岗区南湾街道沙湾路口，过龙岗罗湖交界后沿深圳水库（东湖）西岸设路，至东湖立交与布心路与爱国路交汇，全段为广东省 360省道的一部分。在丹平快速路开通之前，是龙岗沙湾和南岭村一带通往市中心区的重要通道。

## 历史
沙湾路可追溯自1935年（民国24年）通车的龙岗到深圳墟的公路（由宝安县葵涌镇人彭东海集资开设淡水平湖联星行车公司修筑）沙湾圩至深圳墟的部分（不久此段叫做沙深公路），抗战时期遭到损毁，直至1956年才修复通车。是上世纪五十年代布沙公路（1958年通车）等道路开辟前由深圳墟（现东门一带）往宝安县东部城镇（横岗、龙岗、坪地）的必经之路。而到1964年东深供水工程开建后，本路也就移往靠近求水岭地势较高的现位置，此后改动不大。1984后原沙深公路东湖公园至原深圳汽车站（现东门晒布路口）一段在经过拓宽改造后被改为爱国路北段、东门路，剩余路段继续归公路局管辖并改名为沙湾路，1996年被划入广东省360省道。2008年6月13日，因当天的特大暴雨造成山体滑坡，本路全线封闭。2018年8月30日受暴雨影响，本路的花木场路段出现积水而临时封闭。

## 路况
本路自沙湾路口（ 360省道60公里处）沿求水岭诸山山脚和深圳水库西岸而行，在东湖立交北端（ 360省道55公里处）接入爱国路，只有标准的双向的两条机动车车道，人行道只设置在靠山一侧。路窄弯多坡急，因此本路禁止货车行驶。
相较于360省道小梅沙以西的其他路段的车流量，本段是最少的；原因是本段路线过绕，在与其平行的丹平快速路开通后更是分流了大部分车流，还有沿线均为水源保护区，土地开发很少，只有北端有望桐路（306乡道、沙赤线）通往大望村和南端的翠荫路和东湖路（通往布心）三条小路接入，连带沿线车辆也不多。